# The End, So Far
The End, So Far – siódmy album studyjny amerykańskiej grupy muzycznej Slipknot. Wydany został 30 września 2022 roku nakładem wytwórni Roadrunner Records; jest to zarazem ostatnia płyta zespołu wydana przez to wydawnictwo.
Płyta zadebiutowała na drugim miejscu zestawienia Billboard 200 i na szóstym miejscu zestawienia listy OLiS.
Album, oprócz domyślnej okładki został wydany również w edycji limitowanej z dziewięcioma innymi okładkami, na których widnieją wizerunki poszczególnych członków zespołu.
Oryginalne wydania winylowe i kasetowe The End, So Far zostały błędnie wydrukowane jako The End For Now… W trakcie sesji Q&A na Reddicie Corey Taylor powiedział, że The End, So Far zawsze był zamierzonym tytułem albumu i że błąd drukarski był spowodowany przez „kogoś, kto spierdolił sprawę i nie sprawdził zawartości z zespołem”.

## Lista utworów
| Nr  | Tytuł utworu                    | Długość |
| --- | ------------------------------- | ------- |
| 1.  | „Adderall”                      | 5:40    |
| 2.  | „The Dying Song (Time To Sing)” | 3:23    |
| 3.  | „The Chapeltown Rag”            | 4:51    |
| 4.  | „Yen”                           | 4:45    |
| 5.  | „Hive Mind”                     | 5:15    |
| 6.  | „Warranty”                      | 3:51    |
| 7.  | „Medicine for the Dead”         | 6:16    |
| 8.  | „Acidic”                        | 4:50    |
| 9.  | „Heirloom”                      | 3:31    |
| 10. | „H377”                          | 4:23    |
| 11. | „De Sade”                       | 5:39    |
| 12. | „Finale”                        | 5:07    |
|     |                                 | 57:31   |

## Twórcy albumu
- Corey Taylor – wokal prowadzący
- Mick Thomson – gitara prowadząca
- Shawn Crahan – instrumenty perkusyjny, wokal wspierający
- Craig Jones – sampler, instrumenty klawiszowe
- James Root – gitara rytmiczna
- Alessandro Venturella – gitara basowa
- Jay Weinberg – perkusja
- Sid Wilson – gramofony
- Michael Pfaff – instrumenty perkusyjne, wokal wspierający